# Karl-Eberhard Feußner
Karl-Eberhard Feußner (* 25. Februar 1959 in Frankfurt am Main) ist ein deutscher Kunsthistoriker. Er ist seit 2001 Leiter der DenkmalAkademie und Berater für Denkmalpflege und Denkmalschutz.

## Biographie
Feußner belegte ein Studium der Kunstgeschichte, Rechtswissenschaften und klassischen Archäologie in Freiburg im Breisgau und Frankfurt am Main, unter anderem bei Gottfried Kiesow, Ernst-Wolfgang Böckenförde und Hans von Steuben.
Nach Abschluss des Studiums gründete er 1987 eine private Forschungsgemeinschaft für Bauforschung und lehrte am kunsthistorischen Institut der Goethe-Universität-Frankfurt. 1997 war er Mitgründer von „denk-mal Consulting“ und berät seitdem private Denkmaleigentümer und öffentliche Institutionen bei der Sanierung von Altbauten und den Umgang mit Denkmalpflege und Denkmalschutz.
1999 erhielt er eine Berufung zum Geschäftsführer des Görlitzer Fortbildungszentrums für Handwerk und Denkmalpflege. 2001 wurde er Akademieleiter der DenkmalAkademie in Schloss Romrod, Frankfurt am Main und Görlitz.
Sein Großvater war Otto Feußner

## Forschungen, Schriften, Publikationen, TV (Auswahl)
- Neue Untersuchungen am Reisstall der Ronneburg, Hanau 1988
- Das Renaissanceschloss Kannawurf in Thüringen, Dokumentation des Bestandes und der Sicherungsarbeiten in Schloss Kannawurf, Hanau 1991
- De Küchenbau von Burg Eppstein im Taunus – neue Forschungen, Bad Vilbel 1994
- Das Alte Gymnasium in Gedern, Bad Vilbel 1995
- Schloss Steinheim, Dokumentation Kapellenflügel, Frankfurt a. M. 1996
- „Einst Hundemeuten, jetzt Hausbock“, Untersuchungen am Jagdschloss Mönchbruch, Frankfurt a. M. 1997
- Die Marktkirche St. Blasii, bauhistorische Untersuchung und Dokumentation der Schäden der Marktkirche für die Deutsche Stiftung Denkmalschutz, Bad Langensalza 1998
- Die Festungsstadt Hanau In: Das Bild der Stadt in der Neuzeit 1400–1800[2]
- Dresden, Schillerplatz – Untersuchungen zur Revision einer unzutreffenden baugeschichtlichen Bewertung, Frankfurt a. M. 1999
- „Leben im Denkmal“, TV-Serie im Hessischen Rundfunk, 2006 bis 2008 zusammen mit Manfred E. Schuchmann[3]